# 1528 a tudományban
Az 1528. év a tudományban és a technikában.

## Események
- A Magyarországot ábrázoló első térkép.